# Setanta
Pour les articles homonymes, voir Setanta Records.
Dans la mythologie celtique irlandaise, Séadanda (ou Setanta en anglais) est le premier nom de Cúchulainn jusqu’à ce qu’il atteigne l’âge de cinq ans. 
Il a le sens de « qui va son chemin », « guide ». 

## Mythes
Il est élevé au château de Breth, dans la plaine de Muirthemné. Son tuteur (et grand-père) le druide Cathbad le rebaptise à l'occasion de son premier exploit, lorsqu’il tue le chien gardien des troupeaux du forgeron Culann. Il est le fils incestueux du roi Conchobar Mac Nessa et de sa sœur Deichtire, conçu lors d'un voyage dans le Sidh. Il a aussi des parents divins : Lug et Eithne.

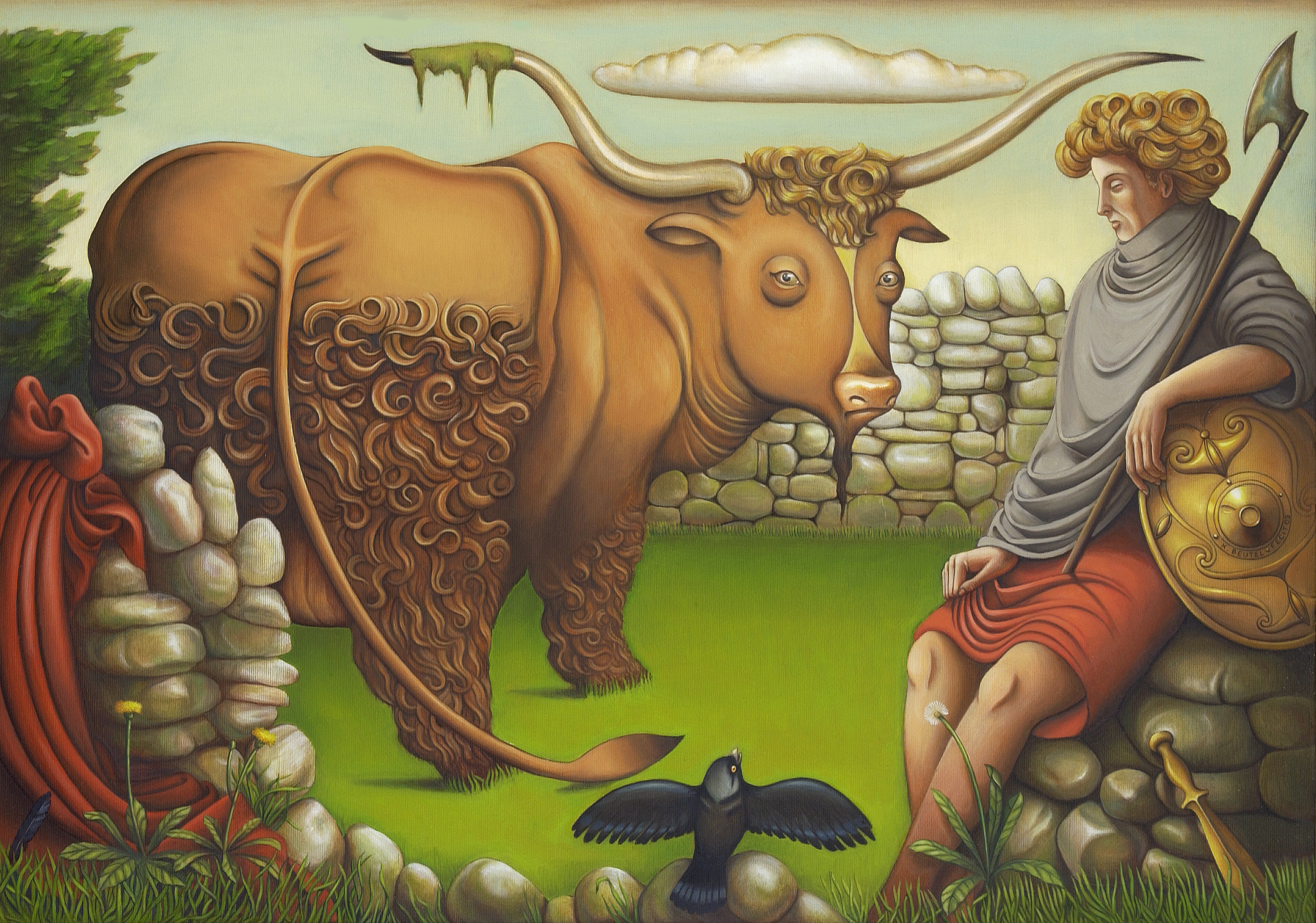
Cú Chulainn and the Bull, tableau de Karl Beutel.

Conchobar était invité chez Culann pour un banquet annuel, et Séadanda, n'ayant pas terminé ses jeux, devait le rejoindre plus tard. À l’arrivée du roi, on lui demande si quelqu’un d’autre doit venir, et comme il répond par la négative on lâche le molosse qui, tous les soirs garde la résidence. Quand Séadanda arrive, il est attaqué par le fauve, il le tue en enfonçant une balle d’argent dans la gorge pour l’étrangler, et lui brise le crâne contre un pilier de pierre.
Pour réparer la perte de l’animal, Séadanda lui propose de le remplacer et garder la maison et les troupeaux jusqu’à ce qu’une autre bête soit trouvée et dressée.
Ces exploits sont narrés dans le récit Macgnimrada Conculaid (Les Exploits d’enfance de Cúchulainn), un épisode de la Táin Bó Cúailnge (La Razzia des vaches de Cooley), qui appartient au Cycle d'Ulster.

## Sources
Récit mythique
- La Rafle des vaches de Cooley, traduit de l’irlandais, présenté et annoté par Alain Deniel. Éditions L'Harmattan, Paris 1997,  (ISBN 2-7384-5250-7).